# Hygrophila brevituba
Hygrophila brevituba är en akantusväxtart som först beskrevs av Isaac Henry Burkill, och fick sitt nu gällande namn av Hermann Heino Heine. Hygrophila brevituba ingår i släktet Hygrophila och familjen akantusväxter. Inga underarter finns listade i Catalogue of Life.